# TT Assen 1964
De TT van Assen 1964 was de vijfde Grand Prix van het wereldkampioenschap wegrace-seizoen 1964. De races werden verreden op zaterdag 27 juni op het Circuit van Drenthe vlak bij Assen. Alle klassen kwamen aan de start.

## Algemeen
De TT van Assen werd overschaduwd door het dodelijke ongeval van Roland Föll tijdens de 125cc-training. Föll was de bakkenist van Florian Camathias, maar reed ook veel wedstrijden in de soloklassen. Mike Hailwood moest zich na de race haasten om in Frankrijk te komen, want hij nam de volgende dag in Rouen-les-Essarts deel aan de Franse Formule 1-Grand Prix. Jim Redman werd de eerste coureur in de geschiedenis die drie races op één dag wist te winnen. Luigi Taveri raakte tijdens de trainingen geblesseerd en kon niet starten.

## 500cc-klasse
Opnieuw won Mike Hailwood met grote overmacht de 500cc-race. In de trainingen waren Benedicto Caldarella (met de zeven jaar oude Gilera-viercilinder) en Remo Venturi met de Bianchi-tweecilinder snel. Caldarella viel uit, maar Venturi werd tweede, ruim voor de Matchless G50 van Paddy Driver.
| Pos | Coureur           | Merk      | Ronden | Tijd      | Grid | Pnt |
| --- | ----------------- | --------- | ------ | --------- | ---- | --- |
| 1   | Mike Hailwood     | MV Agusta | 20     | 1:03"35'4 | 1e   | 8   |
| 2   | Remo Venturi      | Bianchi   | 20     | +1"34'2   | 3e   | 6   |
| 3   | Paddy Driver      | Matchless | 20     | +2"42'8   |      | 4   |
| 4   | Jack Ahearn       | Norton    | 20     | +3"11'8   |      | 3   |
| 5   | Fred Stevens      | Matchless | 19     | +1 ronde  |      | 2   |
| 6   | Phil Read         | Matchless | 19     | +1 ronde  |      | 1   |
| 7   | Alberto Pagani    | Bianchi   |        | +1 ronde  |      |     |
| 8   | Dan Shorey        | Norton    |        | +1 ronde  |      |     |
| 9   | Walter Scheimann  | Norton    |        | +1 ronde  |      |     |
| 10  | Karl Recktenwald  | Norton    |        | +1 ronde  |      |     |
| 11  | František Šťastný | Jawa      |        | +1 ronde  |      |     |
| 12  | Ernst Hiller      | Norton    |        | +1 ronde  |      |     |
| 13  | Aart van Kooy     | Norton    |        | +2 ronden | 14e  |     |
| 14  | Lewis Young       | Matchless |        | +2 ronden |      |     |
| 15  | Vernon Cottle     | Norton    |        | +2 ronden |      |     |
| 16  | Joop Vogelzang    | Norton    |        | +2 ronden |      |     |

| Coureur              | Merk      | Grid | Oorzaak |
| -------------------- | --------- | ---- | ------- |
| Benedicto Caldarella | Gilera    | 2e   |         |
| Dennis Fry           | Norton    |      |         |
| Jack Findlay         | Matchless |      |         |
| Mike Duff            | Matchless |      |         |
| Gustav Havel         | Jawa      |      |         |
| Allan Hunter         | Matchless |      |         |
| Derek Minter         | Norton    | 4e   |         |
| Derek Woodman        | Matchless |      |         |
| Roy Ingram           | Norton    |      |         |
| Morrie Low           | Norton    |      |         |
| Sven-Olaf Gunnarsson | Norton    |      |         |

| Coureur             | Merk      | Oorzaak  |
| ------------------- | --------- | -------- |
| Gyula Marsovszky    | Matchless |          |
| Billy McCosh        | Matchless |          |
| Chris Conn          | Norton    |          |
| Dick Creith         | Norton    | [ 1 ]    |
| Griff Jenkins       | Norton    |          |
| John Hartle         | Norton    | Blessure |
| Rob Fitton          | Norton    |          |
| Nikolaj Sevast'ânov | Vostok    |          |
| Buddy Parriott      | Norton    | [ 3 ]    |

### Top tien tussenstand 500cc-klasse
| Pos | Coureur       | Merk             | Pnt |
| --- | ------------- | ---------------- | --- |
| 1   | Mike Hailwood | MV Agusta        | 24  |
| 2   | Phil Read     | Matchless/Norton | 7   |
| 3   | Derek Minter  | Norton           | 6   |
| 3   | Fred Stevens  | Matchless        | 6   |
| 3   | Paddy Driver  | Matchless        | 6   |
| 3   | Remo Venturi  | Bianchi          | 6   |
| 7   | John Hartle   | Norton           | 4   |
| 8   | Derek Woodman | Matchless        | 3   |
| 8   | Mike Duff     | Norton/Matchless | 3   |
| 8   | Jack Ahearn   | Norton           | 3   |

## 350cc-klasse
Jim Redman won ook de tweede 350cc-race van het jaar. Mike Hailwood werd weliswaar tweede, maar op grote achterstand. Remo Venturi werd met zijn Bianchi-tweecilinder derde. 
| Pos. | Coureur         | Merk      | Tijd      | Pnt |
| ---- | --------------- | --------- | --------- | --- |
| 1    | Jim Redman      | Honda     | 1:05"43'4 | 8   |
| 2    | Mike Hailwood   | MV Agusta | +1"41'4   | 6   |
| 3    | Remo Venturi    | Bianchi   | +2"55'0   | 4   |
| 4    | Paddy Driver    | AJS       | +1 ronde  | 3   |
| 5    | Mike Duff       | AJS       | +1 ronde  | 2   |
| 6    | Derek Minter    | Norton    | +1 ronde  | 1   |
| 7    | Gustav Havel    | Jawa      | +1 ronde  |     |
| 8    | Alan Hunter     | Norton    | +1 ronde  |     |
| 9    | Jack Ahearn     | Norton    | +1 ronde  |     |
| 10   | Onbekend        | Onbekend  |           |     |
| 11   | Onbekend        | Onbekend  |           |     |
| 12   | Vernon Cottle   | AJS       | +1 ronde  |     |
| 13   | Fred Stevens    | AJS       | +1 ronde  |     |
| 14   | Karl Hoppe      | AJS       | +2 ronden |     |
| 15   | Bert Oosterhuis | Norton    | +2 ronden |     |
| 16   | Dennis Fry      | Norton    | +2 ronden |     |

| Coureur           | Merk      |
| ----------------- | --------- |
| Stanislav Malina  | CZ        |
| Alan Shepherd     | MZ        |
| Chris Conn        | Norton    |
| Derek Woodman     | AJS       |
| Joe Dunphy        | Norton    |
| Phil Read         | AJS       |
| Gilberto Milani   | Aermacchi |
| Renzo Pasolini    | Aermacchi |
| Isamu Kasuya      | Honda     |
| Isao Yamashita    | Honda     |
| Kuniomi Nagamatsu | Honda     |
| Bruce Beale       | Honda     |
| Endel Kiisa       | Vostok    |

### Top negen tussenstand 350cc-klasse
Negen coureurs hadden punten gescoord.
| Pos | Coureur       | Merk      | Pnt |
| --- | ------------- | --------- | --- |
| 1   | Jim Redman    | Honda     | 16  |
| 2   | Mike Duff     | AJS       | 6   |
| 2   | Mike Hailwood | MV Agusta | 6   |
| 2   | Phil Read     | AJS       | 6   |
| 5   | Derek Minter  | Norton    | 4   |
| 5   | Remo Venturi  | Bianchi   | 4   |
| 7   | Paddy Driver  | AJS       | 3   |
| 8   | Derek Woodman | AJS       | 2   |
| 9   | Joe Dunphy    | Norton    | 1   |

## 250cc-klasse
In Assen wisselden Redman en Read in de laatste ronde zevenmaal van positie. Ze kwamen zij aan zij uit de laatste bocht, maar Read moest nog een keer opschakelen (Redman kon zijn viercilinder doortrekken tot 16.000 tpm). Daardoor won Redman met een halve wiellengte. Het was de eerste van drie overwinningen van Redman die dag: later won hij ook de 350- en de 125cc-klasse. 
| Pos. | Coureur           | Merk       | Tijd      | Pnt |
| ---- | ----------------- | ---------- | --------- | --- |
| 1    | Jim Redman        | Honda      | 55"13'2   | 8   |
| 2    | Phil Read         | Yamaha     | +0'1      | 6   |
| 3    | Tommy Robb        | Yamaha     | +2"38'4   | 4   |
| 4    | Tarquinio Provini | Benelli    | +1 ronde  | 3   |
| 5    | Mike Duff         | Yamaha     | +1 ronde  | 2   |
| 6    | Gilberto Milani   | Aermacchi  | +1 ronde  | 1   |
| 7    | Bruce Beale       | Honda      | +1 ronde  |     |
| 8    | Alberto Pagani    | Paton      | +1 ronde  |     |
| 9    | Trevor Barnes     | Moto Guzzi | +1 ronde  |     |
| 10   | Günter Beer       | Honda      | +2 ronden |     |
| 11   | Joop Vogelzang    | Aermacchi  | +2 ronden |     |
| 12   | Siegfried Lohmann | Adler      | +2 ronden |     |

| Coureur      | Merk  | Oorzaak  |
| ------------ | ----- | -------- |
| Luigi Taveri | Honda | Blessure |

| Coureur        | Merk    | Oorzaak |
| -------------- | ------- | ------- |
| Ron Grant      | Parilla | [ 3 ]   |
| Hugh Anderson  | Suzuki  |         |
| Bo Gehring     | Bultaco | [ 3 ]   |
| Douglas Brown  | Ducati  | [ 3 ]   |
| George Rockett | Ducati  | [ 3 ]   |

| Coureur          | Merk      |
| ---------------- | --------- |
| Bert Schneider   | Suzuki    |
| Ernst Weiss      | Honda     |
| Stanislav Malina | CZ        |
| Wolfgang Gast    | MZ        |
| Jorge Sirera     | Montesa   |
| Roger Mailles    | Morini    |
| Alan Shepherd    | MZ        |
| Clive Hunt       | Aermacchi |
| Joe Dunphy       | Greeves   |
| Mike Hailwood    | MZ        |
| Ralph Bryans     | Honda     |
| Roy Boughey      | Yamaha    |
| Giacomo Agostini | Morini    |
| Hiroshi Hasegawa | Yamaha    |
| Isamu Kasuya     | Honda     |

### Top tien tussenstand 250cc-klasse
| Pos | Coureur           | Merk    | Pnt |
| --- | ----------------- | ------- | --- |
| 1   | Jim Redman        | Honda   | 22  |
| 2   | Phil Read         | Yamaha  | 18  |
| 3   | Alan Shepherd     | MZ      | 14  |
| 4   | Tarquinio Provini | Benelli | 11  |
| 5   | Ron Grant         | Parilla | 6   |
| 5   | Luigi Taveri      | Honda   | 6   |
| 7   | Bo Gehring        | Bultaco | 4   |
| 7   | Bert Schneider    | Suzuki  | 4   |
| 7   | Alberto Pagani    | Paton   | 4   |
| 7   | Tommy Robb        | Yamaha  | 4   |

## 125cc-klasse
Honda was niet naar de GP van de USA gegaan, maar daarna had Luigi Taveri alle 125cc-races gewonnen. Nu Taveri door een blessure niet kon starten, nam Jim Redman de honneurs waar. Hij werd echter gevolgd door Phil Read, wiens nieuwe Yamaha RA 97 eigenlijk veel te zwaar was, twaalf kilo zwaarder dan Redman's Honda 2RC 146. Ralph Bryans (Honda) werd derde, ruim een halve seconde voor Bert Schneider met de Suzuki RT 64. Taveri behield de leiding in de WK-stand.
| Pos. | Coureur          | Merk   | Tijd     | Pnt |
| ---- | ---------------- | ------ | -------- | --- |
| 1    | Jim Redman       | Honda  | 47"49'2  | 8   |
| 2    | Phil Read        | Yamaha | +6'5     | 6   |
| 3    | Ralph Bryans     | Honda  | +22'0    | 4   |
| 4    | Bert Schneider   | Suzuki | +22'6    | 3   |
| 5    | Hugh Anderson    | Suzuki | +46'0    | 2   |
| 6    | Frank Perris     | Suzuki | +46'4    | 1   |
| 7    | Isamu Kasuya     | Honda  | +1"42'4  |     |
| 8    | Cees van Dongen  | MZ     | +3"30'6  |     |
| 9    | Rex Avery        | EMC    | +1 ronde |     |
| 10   | Giuseppe Visenzi | Honda  | +1 ronde |     |
| 11   | Walter Scheimann | Honda  | +1 ronde |     |
| 12   | Chris Vincent    | Honda  | +1 ronde |     |
| 13   | Bruce Beale      | Honda  | +1 ronde |     |

| Coureur      | Merk  | Oorzaak   |
| ------------ | ----- | --------- |
| Luigi Taveri | Honda | Blessure  |
| Roland Föll  | Honda | Overleden |

| Coureur             | Merk   | Oorzaak  |
| ------------------- | ------ | -------- |
| Ernst Degner        | Suzuki | Blessure |
| Kunimitsu Takahashi | Honda  | Gestopt  |

| Coureur              | Merk    |
| -------------------- | ------- |
| Stanislav Malina     | CZ      |
| Dieter Krumpholz     | MZ      |
| Friedhelm Kohlar     | MZ      |
| Heinz Rosner         | MZ      |
| Klaus Enderlein      | MZ      |
| Peter Eser           | Honda   |
| Richard Thomas       | Honda   |
| Ramón Torras         | Bultaco |
| Jean-Pierre Beltoise | Bultaco |
| Gary Dickinson       | Honda   |
| Akiyasu Motohashi    | Yamaha  |
| Hironori Matsushima  | Yamaha  |
| Isao Morishita       | Suzuki  |
| Mitsuo Itoh          | Suzuki  |
| Teisuke Tanaka       | Suzuki  |
| Yoshimi Katayama     | Suzuki  |

### Top tien tussenstand 125cc-klasse
| Pos | Coureur              | Merk    | Pnt |
| --- | -------------------- | ------- | --- |
| 1   | Luigi Taveri         | Honda   | 24  |
| 2   | Jim Redman           | Honda   | 20  |
| 3   | Bert Schneider       | Suzuki  | 16  |
| 4   | Hugh Anderson        | Suzuki  | 12  |
| 5   | Ralph Bryans         | Honda   | 8   |
| 6   | Mitsuo Itoh          | Suzuki  | 6   |
| 6   | Phil Read            | Yamaha  | 6   |
| 8   | Frank Perris         | Suzuki  | 5   |
| 9   | Rex Avery            | EMC     | 4   |
| 9   | Jean-Pierre Beltoise | Bultaco | 4   |

## 50cc-klasse
In de 50cc-race passeerden slechts vijf coureurs de finish. Onder de uitvallers was WK-leider Hugh Anderson. Daar zou Kreidler-coureur Hans Georg Anscheidt van moeten profiteren, maar dat lukte totaal niet. Ralph Bryans won met zijn Honda RC 113, op bijna een halve minuut gevolgd door de Suzuki RM 64's van Isao Morishita en Mitsuo Itoh, die 0,2 seconden van elkaar finishten. Ruim twee minuten na hen kwam Anscheidt pas over de finish, op de hielen gezeten door stalgenoot Cees van Dongen. 
| Pos. | Coureur              | Merk     | Tijd    | Pnt |
| ---- | -------------------- | -------- | ------- | --- |
| 1    | Ralph Bryans         | Honda    | 30"30'1 | 8   |
| 2    | Isao Morishita       | Suzuki   | +26'3   | 6   |
| 3    | Mitsuo Itoh          | Suzuki   | +26'5   | 4   |
| 4    | Hans Georg Anscheidt | Kreidler | +2"37'5 | 3   |
| 5    | Cees van Dongen      | Kreidler | +2"37'9 | 2   |

| Coureur      | Merk     | Oorzaak  |
| ------------ | -------- | -------- |
| Luigi Taveri | Kreidler | Blessure |

| Coureur       | Merk   | Oorzaak |
| ------------- | ------ | ------- |
| Hugh Anderson | Suzuki |         |

| Coureur   | Merk   | Oorzaak |
| --------- | ------ | ------- |
| Lee Allen | Ducati | [ 3 ]   |

| Coureur              | Merk     |
| -------------------- | -------- |
| Albert Beirle        | Kreidler |
| Peter Eser           | Honda    |
| Rudolf Kunz          | Kreidler |
| Ángel Nieto          | Derbi    |
| José Maria Busquets  | Derbi    |
| Jean-Pierre Beltoise | Kreidler |
| Charlie Mates        | Honda    |
| Tarquinio Provini    | Kreidler |
| Naomi Taniguchi      | Honda    |

### Top tien tussenstand 50cc-klasse
| Pos | Coureur              | Merk     | Pnt |
| --- | -------------------- | -------- | --- |
| 1   | Hugh Anderson        | Suzuki   | 30  |
| 2   | Hans Georg Anscheidt | Kreidler | 23  |
| 3   | Isao Morishita       | Suzuki   | 21  |
| 4   | Mitsuo Itoh          | Suzuki   | 14  |
| 4   | Ralph Bryans         | Honda    | 14  |
| 6   | Jean-Pierre Beltoise | Kreidler | 6   |
| 7   | José Maria Busquets  | Derbi    | 3   |
| 8   | Ángel Nieto          | Derbi    | 2   |
| 8   | Cees van Dongen      | Kreidler | 2   |
| 10  | Lee Allen            | Ducati   | 1   |
| 10  | Luigi Taveri         | Kreidler | 1   |
| 10  | Tarquinio Provini    | Kreidler | 1   |
| 10  | Naomi Taniguchi      | Honda    | 1   |

## Zijspanklasse
In de zijspanrace wonnen Colin Seeley en Wally Rawlings overtuigend met de ex-Florian Camathias FCS. Chris Vincent en Eddie Bulgin werden tweede voor Fritz Scheidegger/John Robinson. Camathias, die weer met zijn oude compaan Alfred Herzig reed, ondervond opnieuw de onbetrouwbaarheid van zijn zeven jaar oud Gilera-blok en viel uit. Max Deubel werd vierde, maar behield de leiding in de WK-stand.
| Pos. | Coureur           | Bakkenist        | Merk   | Tijd      | Pnt |
| ---- | ----------------- | ---------------- | ------ | --------- | --- |
| 1    | Colin Seeley      | Wally Rawlings   | FCS    | 51"04'2   | 8   |
| 2    | Chris Vincent     | Eddie Bulgin     | BMW    | +6'5      | 6   |
| 3    | Fritz Scheidegger | John Robinson    | BMW    | +8'0      | 4   |
| 4    | Max Deubel        | Emil Hörner      | BMW    | +32'5     | 3   |
| 5    | Otto Kölle        | Heinz Marquardt  | BMW    | +2"12'4   | 2   |
| 6    | Georg Auerbacher  | Beno Heim        | BMW    | +2"16'3   | 1   |
| 7    | Arsenius Butscher | Wolfgang Kalauch | BMW    | +1 ronde  |     |
| 8    | Boško Šnajder     | Stjepan Rogan    | BMW    | +1 ronde  |     |
| 9    | Harald Wohlfahrt  | Armgard Neumann  | BMW    | +1 ronde  |     |
| 10   | Stan Nightingale  | Harvey Eastwick  | Norton | +2 ronden |     |

| Coureur           | Bakkenist     | Merk   | Oorzaak |
| ----------------- | ------------- | ------ | ------- |
| Florian Camathias | Alfred Herzig | Gilera |         |

| Coureur         | Bakkenist          | Merk    |
| --------------- | ------------------ | ------- |
| August Wolf     | Werner Zielaff     | BMW     |
| Gert Selbmann   | Rolf Müller        | BMW     |
| Ludwig Hahn     | Ralf Engelhardt    | BMW     |
| Joseph Duhem    | François Fernandez | BMW     |
| Pip Harris      | Ray Campbell       | BMW     |
| Terry Vinicombe | Gary Golder        | Triumph |
| Tony Jackson    | Peter Hartill      | BMW     |

### Top tien tussenstand zijspanklasse
| Pos | Coureur           | Bakkenist                      | Merk    | Pnt |
| --- | ----------------- | ------------------------------ | ------- | --- |
| 1   | Max Deubel        | Emil Hörner                    | BMW     | 20  |
| 2   | Colin Seeley      | Wally Rawlings                 | FCS     | 17  |
| 3   | Georg Auerbacher  | Beno Heim                      | BMW     | 13  |
| 4   | Fritz Scheidegger | John Robinson                  | BMW     | 12  |
| 5   | Florian Camathias | Roland Föll (†)/ Alfred Herzig | Gilera  | 8   |
| 5   | Otto Kölle        | Dieter Hess/ Heinz Marquardt   | BMW     | 8   |
| 5   | Chris Vincent     | Keith Scott/ Eddie Bulgin      | BMW     | 8   |
| 8   | Arsenius Butscher | Wolfgang Kalauch               | BMW     | 5   |
| 9   | Terry Vinicombe   | Gary Golder                    | Triumph | 2   |
| 10  | Ludwig Hahn       | Heinz Schäfer/ Ralf Engelhardt | BMW     | 1   |
| 10  | Joseph Duhem      | François Fernandez             | BMW     | 1   |
| 10  | Tony Jackson      | Peter Hartill                  | BMW     | 1   |

1925 · 1926 · 1927 · 1928 · 1929 · 1930 · 1931 · 1932 · 1933 · 1934 · 1935 · 1936 · 1937 · 1938 · 1939 · 1940–1945 · 1946 · 1947 · 1948 · 1949 · 1950 · 1951 · 1952 · 1953 · 1954 · 1955 · 1956 · 1957 · 1958 · 1959 · 1960 · 1961 · 1962 · 1963 · 1964 · 1965 · 1966 · 1967 · 1968 · 1969 · 1970 · 1971 · 1972 · 1973 · 1974 · 1975 · 1976 · 1977 · 1978 · 1979 · 1980 · 1981 · 1982 · 1983 · 1984 · 1985 · 1986 · 1987 · 1988 · 1989 · 1990 · 1991 · 1992 · 1993 · 1994 · 1995 · 1996 · 1997 · 1998 · 1999 · 2000 · 2001 · 2002 · 2003 · 2004 · 2005 · 2006 · 2007 · 2008 · 2009 · 2010 · 2011 · 2012 · 2013 · 2014 · 2015 · 2016 · 2017 · 2018 · 2019 · 2021 · 2022 · 2023 · 2024 · 2025